# Tiensuunsaari (ö i Kajanaland)
Tiensuunsaari är en ö i Finland. Den ligger i sjön Kuivajärvi och i kommunen Kuhmo i den ekonomiska regionen  Kehys-Kainuu  och landskapet Kajanaland, i den centrala delen av landet, 500 km norr om huvudstaden Helsingfors. Öns area är 1,6 hektar och dess största längd är 190 meter i sydöst-nordvästlig riktning.